# Restionaceae
Restionaceae är en familj av gräsväxter. Restionaceae ingår i ordningen gräsordningen, klassen enhjärtbladiga blomväxter, fylumet kärlväxter och riket växter. Enligt Catalogue of Life omfattar familjen Restionaceae 470 arter.

## Bildgalleri

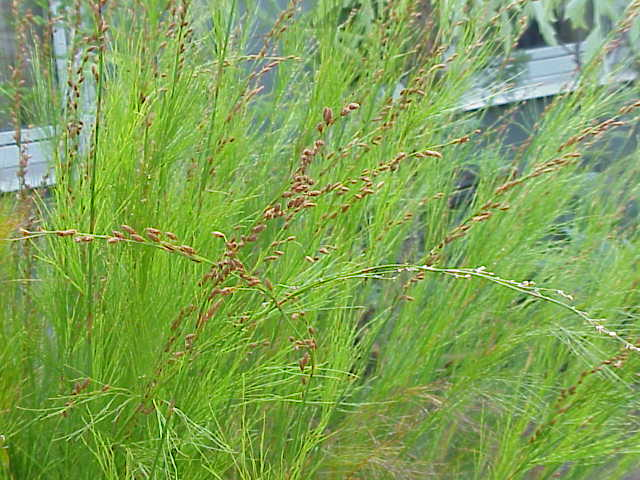
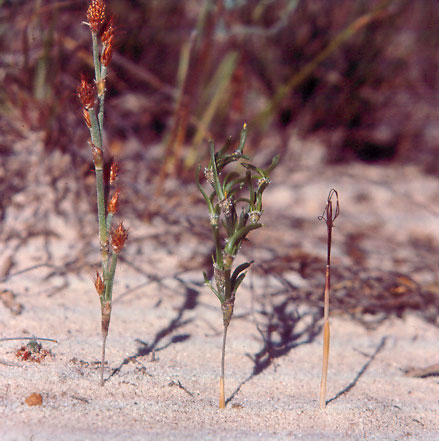
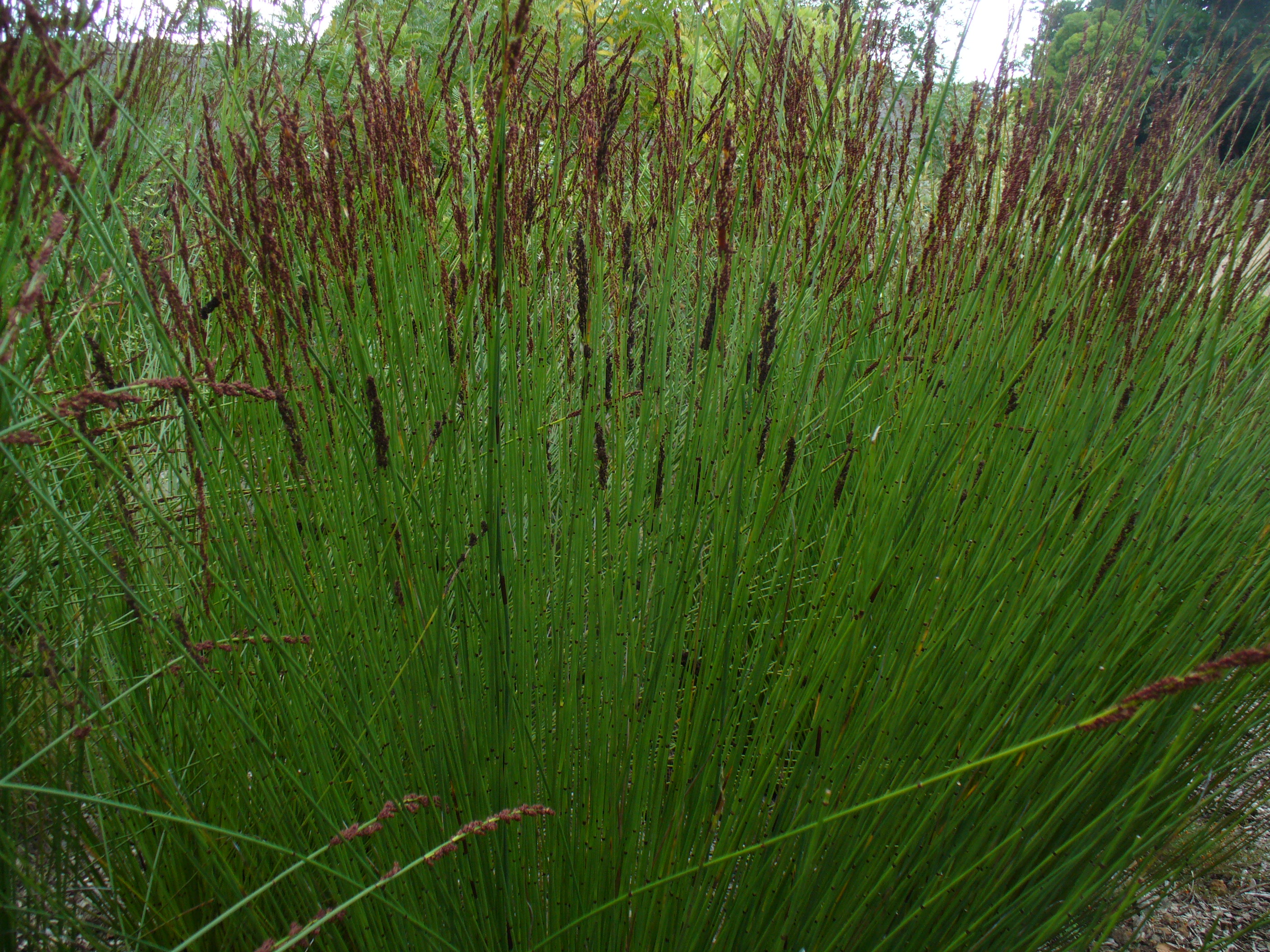
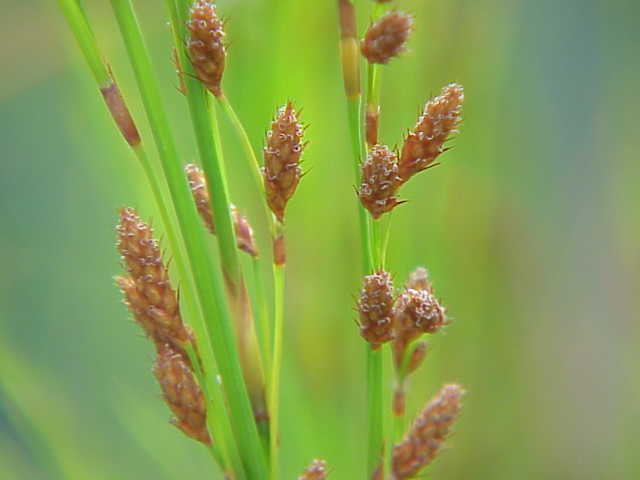

## Dottertaxa till Restionaceae, i alfabetisk ordning[1]
- Alexgeorgea
- Anthochortus
- Apodasmia
- Askidiosperma
- Baloskion
- Calorophus
- Cannomois
- Catacolea
- Ceratocaryum
- Chaetanthus
- Chordifex
- Coleocarya
- Cytogonidium
- Dapsilanthus
- Desmocladus
- Dielsia
- Elegia
- Empodisma
- Eurychorda
- Harperia
- Hydrophilus
- Hypodiscus
- Hypolaena
- Kulinia
- Lepidobolus
- Leptocarpus
- Lepyrodia
- Loxocarya
- Mastersiella
- Meeboldina
- Melanostachya
- Nevillea
- Onychosepalum
- Platycaulos
- Platychorda
- Restio
- Rhodocoma
- Soroveta
- Sporadanthus
- Staberoha
- Stenotalis
- Taraxis
- Thamnochortus
- Tremulina
- Tyrbastes
- Willdenowia
- Winifredia